# La signorina Tecla Manzi
La signorina Tecla Manzi è un romanzo di Andrea Vitali, pubblicato nel 2004, dalla casa editrice Garzanti. I capitoli brevi ed i personaggi che rappresentano degli stereotipi rendono incalzante il ritmo della lettura nonostante la lenta vita di paese.

## Trama
Bellano, cittadina sul lago di Como, inizi del ventennio fascista; il responsabile della locale stazione dei carabinieri, il Maresciallo Maccadò, è assente e l'esile ultrasessantenne Tecla Manzi è costretta a denunciare il furto di un insignificante oggetto sacro da casa sua al brigadiere Efisio Mannu che incaricherà il suo sottoposto siciliano Misfatti delle indagini.
Per quest'ultimo la priorità sembra essere la catastrofica inchiesta su un guaritore presunto antifascista, intanto un terzo caso (la profanazione di una tomba dove c'è un cadavere diverso da quello che avrebbe dovuto esserci) necessita indagini.
Il prefetto Balbiani, che a differenza dei carabinieri risiede da sempre a Bellano, aiuta il brigadiere Mannu a ricostruire la storia della famiglia Manzi intorno alla quale ruota una serie di piccole vicende e che si dimostrerà fondamentale per la soluzione di tutti i casi.

## Edizioni
- La signorina Tecla Manzi, Collana Narratori moderni, Milano, Garzanti, 2004,  p. 262, ISBN 978-88-116-6570-0. - Collana Gli Elefanti. Narrativa, Garzanti, 2006, ISBN 978-88-116-8049-9; Collana Bestseller, Milano, SuperPocket, 2010, ISBN 978-88-462-1062-3; Collana Super Elefanti Bestseller, Garzanti, 2013, ISBN 978-88-116-8276-9; Collana Elefanti Bestseller, Garzanti, III ed. 2018, ISBN 978-88-116-0440-2.